# Taeniolella pertusariicola
Taeniolella pertusariicola är en lavart som beskrevs av Hawksworth, H.Mayrhofer in Alstrup och Hawksworth. Taeniolella pertusariicola ingår i släktet Taeniolella, och familjen Mytilinidiaceae. Arten är reproducerande i Sverige.